# HTC Magic
您还可以进入HTCG2-Magic论坛了解更多本机知识，与众多高手一起探讨
HTC G2为安卓系统第二款手机
，研發代號HTC Sapphire，是台灣宏達電公司所推出的採用Google Android為作業系統的智慧型手機。内置有多項Google服務，如Google地圖、街景服務、Gmail、YouTube、Android Market等。於2009年2月17日發表。日本電信企業NTT DoCoMo於2009年首次使用此款安卓手機型號。

## 技術規格
- 處理器：Qualcomm MSM7200A ARM11 528MHz
- 作業系統：Android (可以升級成HTC Sense)
- RAM：288MB DDR SDRAM
- ROM：512MB
- 尺寸：113mm X 55.56mm X 13.65mm
- 重量：116g（含電池）
- 螢幕：HVGA 320x480 解析度、3.2 吋TFT-LCD電容式觸控螢幕（多點觸控 Multi-touch）
- 相機：3.15百萬畫素，自動對焦
- 網路：GSM/EDGE/WCDMA/HSDPA/HSUPA( 7.2/2 Mbps)
- 藍牙：2.0 with EDR
- GPS：配備GPS及A-GPS
- Wi-Fi：IEEE 802.11 b/g
- 電池：可拆卸式1340mAh鋰離子電池

## 外部連結
- HTC Magic 概觀（页面存档备份，存于）
- HTC Magic 技術規格